# الكرسة
الكرسة إحدى قرى مركز طنطا التابع لمحافظة الغربية بجمهورية مصر العربية.

## التاريخ
أصلها من توابع شوني حتى فصلت عنها سنة 1259 هـ. كانت القرية تتبع لمركز تلا في المنوفية حتى نقلت إدارتها إلى مركز طنطا بمحافظة الغربية في 6 أبريل 1955.

## التعليم
تصل نسبة الأمية في القرية إلى 47.9% بين من تجاوزوا العاشرة من عمرهم، بينما تصل نسبة من حصلوا على تعليم جامعي إلى 2.51% من جملة السكان.

## السكان
بلغ عدد سكان الكرسة 8076 نسمة حسب تقدير عام 2018. ذكر في تعداد 1986 أن القرية بها أقلية مسيحية.
| السنة  | 1882 | 1897 | 1907 | 1960 | 1976 | 1986 | 1996 | 2006  | 2018 |
| ------ | ---- | ---- | ---- | ---- | ---- | ---- | ---- | ----- | ---- |
| القرية | 759  | 1099 | 1273 | 2270 | 3081 | 4100 | 4942 | 5,754 | 8076 |